# Baunatal
Baunatal – miasto w Niemczech, w kraju związkowym Hesja, w rejencji Kassel, w powiecie Kassel.

## Współpraca
Miejscowości partnerskie:
- San Sebastián de los Reyes
- Sangerhausen
- Vire
- Vrchlabí